# By the Sword (film)
By the Sword är en amerikansk action/sport-film från 1991 regisserad av Jeremy Kagan. F. Murray Abraham och Eric Roberts spelar huvudrollerna som två mästerfäktare.

## Handling
Alexander Villard (Eric Roberts) är en före detta fäktningsmästare som driver en mycket konkurrenskraftig fäktningsskola där han driver sina elever hårt. 
Max Suba (F.Murray Abraham) är en före detta fånge som presenterar sig som fäktningsinstruktör. Villard ger honom till en början ett jobb som vaktmästare. Med tiden återfår Suba sin förlorade form och visar att han kan fäktas. Villard  ger så småningom Suba en chans att undervisa och tilldelar honom de första eleverna.
Medan Villard har ett hänsynslöst tillvägagångssätt och uppmuntrar en student att skada en motståndare för att vinna, har Suba en subtilare inställning och uppmuntrar eleverna att förvandla sina egna svagheter till styrkor. Efter detta råd tar en av Subas elever nybörjarelever poäng mot Villards toppelev under en tävling i skolan. Flashbacks utvecklar konflikten ytterligare genom att avslöja hur Suba hade dödat Villards far i en fäktningsduell. Filmen kulminerar i en dramatisk duell mellan Villard och Suba.